# Resa med Charley – för att upptäcka Amerika
Resa med Charley – för att upptäcka Amerika (originaltitel: Travels with Charley: In Search of America) är en reseskildring från år 1962 av John Steinbeck. Boken beskriver en bilresa genom USA i början av 1960-talet som Steinbeck företog sig med sin pudel Charley. Steinbecks äldste son har hävdat att John Steinbeck var medveten om den hjärtsjukdom som sex år senare skulle leda till hans död och att han ville se landet en sista gång. Han beskriver med skeptisk blick ett USA i snabb förändring. 
Den första upplagan på svenska utkom 1963, i översättning av Pelle Fritz-Crone, utgiven på Bonniers.